# DSR-50狙擊步槍
DSR-50狙擊步槍是一款由德国DSR-精密公司所研製和生產的犢牛式狙擊步槍（反器材步槍），在本質上來說的話，該狙擊步槍就是把DSR-1的膛室放大及發射12.7×99毫米北約口徑（.50 BMG）制式步枪子彈的版本。

## 概述
生產商DSR-精密公司是以DSR-1作為基礎來設計DSR-50，包括必須要修改槍械設計以發射火力更強大的.50口徑子彈、內置於槍托內部的液壓緩衝減震系統的槍托和設計新型的槍口附件。而這種槍口裝置，就被廠商稱為“爆風抑制裝置”（英語：Blast compensator），為一款結合了消聲器和制退器型的膛口裝置，並且其顯著之處是大大減少12.7×99毫米北約（.50 BMG）口徑彈藥射擊時所產生的槍口焰、噪音和後座力，不像當代大口徑步槍的槍口裝置一般僅僅配備制退器的功能。DSR-50的槍口亦可接上簡易消聲器，以减少槍口噪音和地面揚尘。
與DSR-1一樣的是，此步槍保留其无托结构的設計，把槍機等的主要部件放在手槍握把的背後，從而縮短了總長度（英語：Overall length，簡稱：OAL）而不縮短槍管長度。這的確是一種對於發射大口徑彈藥的DSR-50的重要考慮（尤其是.50 BMG步枪子彈），包括如何集中於對武器的槍托部份的平衡，和用作槍口補償裝置的重型附加裝置安裝於槍口上。DSR-50還保留部分來自DSR-1的功能，例如在護木頂部安裝的兩腳架、槍托底部單腳架、自由浮動式設計的槍管、完全可調的托腮板、槍托和前握把，和前方的彈匣插槽。

## 使用國
- 马来西亚
  - 马来西亚皇家海军特种作战部队
- 墨西哥
  - 墨西哥聯邦警察

## 流行文化

### 电子游戏
- 2012年——：命名為「DSR 50」，5發彈匣（聯機模式時可使用改裝：延長彈匣增至7發；殭屍模式時為4發），初始攜彈量為45發（戰役模式）、25發（聯機模式）和48發（殭屍模式），最高攜彈量為100發（戰役模式）、60發（聯機模式）和48發（殭屍模式），具有其預設狙擊鏡。戰役模式之中被美國海豹第六小隊所使用，亦可与完成任务「阿基里斯的面纱」两项挑战后解锁并由主角大卫·梅森所选择使用；聯機模式之中於等級4解鎖，並可以使用消音器、彈道處理器、可變倍率式瞄準鏡（狙擊鏡）、快速重裝彈匣、全金屬披甲彈（英语：Full metal jacket bullet）、ACOG光學瞄準鏡、延長彈匣、AN/PEQ-2A雷射瞄準器、雙波段式瞄準鏡；殭屍模式時需要950點點數從神秘箱隨機取得，並新增了後備機械瞄具；另有一款衍生型稱作「屍體標本反應堆5000」（Dead Specimen Reactor 5000），8發彈匣，最高攜彈量提升至96發，並可以使用機械瞄具、可變倍率式瞄準鏡、消音器。
- 2013年——：命名為「DSR-50」。
- 2017年——《少女前线》：DSR-50作为超稀有人形出现（活动奖励）。

## 資料來源
- （英文）—Modern Firearms—DSR-Precision DSR 50 sniper rifle（页面存档备份，存于）
- （英文）—DSR-Precision—DSR 50 Sniper Rifle
- （简体中文）—《輕兵器》雜誌2011年01上號：第六届GPEC展会上的轻武器

## 外部連結
- （英文）—Sniper Systems—DSR 50（页面存档备份，存于）
- （英文）—Tactical-Life.com—GLOBAL RIFLES’ DSR 50 Sniper Rifle（页面存档备份，存于）
- （简体中文）—槍炮世界—AMP DSR-1狙击步枪（页面存档备份，存于）
- （繁體中文）—Civilian Gunner—DSR1（页面存档备份，存于）